# Yuta Watanabe (Badminton)
Yuta Watanabe (jap. 渡辺 勇大, Watanabe Yuta; * 13. Juni 1997 in Suginami) ist ein japanischer Badmintonspieler.

## Karriere
Yuta Watanabe wurde 2017 erstmals japanischer Meister. 2021 siegte er bei den All England. Im gleichen Jahr qualifizierte er sich auch für die Olympischen Sommerspiele in Tokio. Dort gewann er gemeinsam mit Arisa Higashino die Bronzemedaille im Mixedwettbewerb. Bei den Olympischen Spielen 2024 in Paris wiederholte das Duo diesen Erfolg.

## Sportliche Erfolge
| Saison | Veranstaltung                            | Disziplin | Platz | Name                            |
| ------ | ---------------------------------------- | --------- | ----- | ------------------------------- |
| 2014   | Juniorenweltmeisterschaft 2014           | XD        | 3     | Yuta Watanabe / Arisa Higashino |
| 2014   | Japanische Juniorenmeisterschaft 2014    | MS        | 1     | Yuta Watanabe                   |
| 2014   | Korea Junior International 2014          | XD        | 1     | Yuta Watanabe / Chiharu Shida   |
| 2015   | Japanische Meisterschaft 2015            | XD        | 3     | Yuta Watanabe / Arisa Higashino |
| 2015   | Russia Open 2015                         | XD        | 2     | Yuta Watanabe / Arisa Higashino |
| 2015   | Danish Junior Cup 2015                   | MS        | 1     | Yuta Watanabe                   |
| 2015   | Juniorenasienmeisterschaft 2015          | MS        | 3     | Yuta Watanabe                   |
| 2015   | German Junior International 2015         | XD        | 1     | Yuta Watanabe / Chiharu Shida   |
| 2016   | Japanische Erwachsenenmeisterschaft 2016 | XD        | 1     | Yuta Watanabe / Arisa Higashino |
| 2016   | Vietnam International 2016               | XD        | 1     | Yuta Watanabe / Arisa Higashino |
| 2017   | Japanische Meisterschaft 2017            | XD        | 1     | Yuta Watanabe / Arisa Higashino |
| 2017   | Juniorenweltmeisterschaft 2017           | XD        | 17    | Yuta Watanabe / Arisa Higashino |
| 2017   | All England 2017                         | XD        | 3     | Yuta Watanabe / Arisa Higashino |
| 2018   | All England 2018                         | XD        | 1     | Yuta Watanabe / Arisa Higashino |
| 2018   | Juniorenweltmeisterschaft 2018           | XD        | 9     | Yuta Watanabe / Arisa Higashino |
| 2018   | Hong Kong Open 2018                      | XD        | 1     | Yuta Watanabe / Arisa Higashino |
| 2018   | China Masters 2018                       | XD        | 3     | Yuta Watanabe / Arisa Higashino |
| 2018   | Japan Open 2018                          | XD        | 3     | Yuta Watanabe / Arisa Higashino |
| 2018   | Japanische Meisterschaft 2018            | XD        | 1     | Yuta Watanabe / Arisa Higashino |
| 2019   | Indonesia Masters 2019                   | XD        | 3     | Yuta Watanabe / Arisa Higashino |
| 2019   | Malaysia Masters 2019                    | XD        | 1     | Yuta Watanabe / Arisa Higashino |
| 2019   | Japanische Meisterschaft 2019            | XD        | 1     | Yuta Watanabe / Arisa Higashino |
| 2019   | All England 2019                         | XD        | 2     | Yuta Watanabe / Arisa Higashino |
| 2020   | Japanische Meisterschaft 2020            | XD        | 1     | Yuta Watanabe / Arisa Higashino |
| 2020   | All England 2020                         | XD        | 9     | Yuta Watanabe / Arisa Higashino |
| 2021   | All England 2021                         | XD        | 1     | Yuta Watanabe / Arisa Higashino |
| 2021   | Olympische Spiele 2020                   | XD        | 3     | Yuta Watanabe / Arisa Higashino |
| 2024   | Olympische Spiele 2024                   | XD        | 3     | Yuta Watanabe / Arisa Higashino |